# フォキスのフィロメロス
フィロメロス（希：Φιλομηλος、ラテン文字転記：Philomelos、？ - 紀元前354年）は第三次神聖戦争期のフォキスの将軍である。
フィロメロスはテオティモスの子である。紀元前355年にテバイは公聴会にて、かねてより対立していたフォキスにキラという神域を耕作しているとして莫大な罰金を課した。この時、フィロメロスはそのような額をフォキスは払いきれるものではなく、またテバイの要求は不当であるとフォキス人たちに言い、デルフォイの神託所を占領してそこに奉納されている莫大な宝物を軍資金としてテバイと戦おうと提案した。フォキス人は彼の提案を受け入れ、彼を全権将軍に任命した。彼は同じくテバイから罰金の支払いを迫られていたスパルタの王アルキダモス3世の支持を取り付け、スパルタからの資金援助を受けて傭兵を集めた。そしてフィロメロスはデルフォイを占領し、手向かってきたロクリス人を戦いで破った。ギリシア中から信仰を受けていた神託所のあるデルフォイが占領されたという知らせを受けたテバイと隣保会議はフォキスへ宣戦した。フォキス人の罰当たりな行いは人々に非難されたが、それよりも一層、テバイ人がフォキス人をそこまで追い詰めたことが非難の対象となり、アテナイやスパルタはフォキスに援軍を送った。フィロメロスは再び傭兵を集め、5000人をデルフォイの守備に残して自らはロクリスへと侵攻して略奪を行った。その後、彼はギリシアの諸都市に使節を送ってアテナイやスパルタなどとの同盟を正式に締結させたが、ボイオティアとロクリスは反フォキスの立場を崩さなかった。また、ギリシア全土のポリスもまたフォキス派と反フォキス派に二分され、相争った。
紀元前354年、フィロメロスは高給の支払いを提示して三度傭兵の大軍を集めた。その中の2000人を率いてロクリス領へと進軍し、続いて起こった騎兵戦ではロクリス軍に勝利したものの、直後にテッサリア軍6000人の援軍を得た敵にアルゴラスで破れた。その後、彼はネオンでボイオティア軍と戦って敗れた。その時、切り立った崖のある場所に囲まれた彼は敵に捕えられた時の仕打ちを恐れ、崖から身を投げて死んだ。指揮権は弟のオノマルコスが引継ぎ、彼は生存者を可能な限り撤退させた。

## 註
1. ↑  パウサニアス, X. 2. 2
2. ↑  ディオドロス, XVI. 23
3. ↑  パウサニアス, X. 2. 3
4. ↑  ディオドロス, XVI. 24
5. ↑  ユスティヌス, VIII. 1
6. ↑  ディオドロス, XVI. 25
7. ↑  ディオドロス, XVI. 27
8. ↑  ディオドロス, XVI. 29
9. ↑  ディオドロス, XVI. 30
10. ↑  パウサニアス, X. 2. 4
11. ↑  ディオドロス, XVI. 31, 61